# Acusana teres
Acusana teres är en insektsart som beskrevs av Delong 1942. Acusana teres ingår i släktet Acusana och familjen dvärgstritar. Inga underarter finns listade i Catalogue of Life.